# Franko Andrijašević
Franko Andrijašević (Spalato, 22 giugno 1991) è un calciatore croato, centrocampista dello Zhejiang Zhiye.

## Caratteristiche tecniche
È un giocatore molto duttile, bravo tecnicamente, agisce prevalentemente come trequartista ma può all'occorrenza arretrare il suo raggio d'azione giocando anche da centrocampista centrale o come mezzala sinistra.

## Carriera

### Club
Cresce calcisticamente nelle giovanili dell'Hajduk Spalato per poi debuttare in prima squadra il 13 maggio 2010 contro il Sesvete entrando al 70º al posto del collega Florin Cernat. Passa poi una stagione in prestito in seconda serie croata giocando al Dugopolje. Torna a fine stagione nuovamente all'Hajduk dove in sei anni globalizza 84 presenze e 15 reti tra tutte le competizioni. Viene ingaggiato nell'estate 2014 dalla Dinamo Zagabria dove rimane solamente sei mesi.
Nel gennaio 2015 durante il mercato invernale, viene acquistato dalla Lokomotiva Zagabria, dove mette a referto in un anno e mezzo 51 presenze e segna 21 reti. Il 29 luglio 2016 viene ufficializzato dal Rijeka, squadra con cui firma un contratto triennale. Il 20 giugno 2017 si trasferisce alla squadra belga del Gent, con cui firma un contratto di durata quinquennale. Dopo 2 prestiti, uno in Croazia e l'altro in Belgio, il 6 luglio 2021 viene venduto a titolo definitivo ai cinesi dello Zhejiang Zhiye.

### Nazionale
Nel 2010 ha debuttato con l'Under-21 croata.
Il 6 febbraio 2013 ha debuttato con la nazionale croata in un'amichevole giocata contro la Corea del Sud entrando al 65º al posto di Vukojević.

## Statistiche

### Presenze e reti nei club
Statistiche aggiornate al 31 maggio 2017.
| Stagione                   | Squadra                    | Campionato                 | Campionato | Campionato | Coppe nazionali | Coppe nazionali | Coppe nazionali | Coppe internazionali | Coppe internazionali | Coppe internazionali | Altre coppe | Altre coppe | Altre coppe | Totale | Totale |
| Stagione                   | Squadra                    | Comp                       | Pres       | Reti       | Comp            | Pres            | Reti            | Comp                 | Pres                 | Reti                 | Comp        | Pres        | Reti        | Pres   | Reti   |
| -------------------------- | -------------------------- | -------------------------- | ---------- | ---------- | --------------- | --------------- | --------------- | -------------------- | -------------------- | -------------------- | ----------- | ----------- | ----------- | ------ | ------ |
| 2009-2010                  | Hajduk Spalato             | 1.HNL                      | 1          | 0          | CC              | 0               | 0               | UEL                  | 1                    | 0                    | -           | -           | -           | 1      | 0      |
| 2010-2011                  | Hajduk Spalato             | 1.HNL                      | 7          | 0          | CC              | 1               | 1               | UEL                  | 1                    | 0                    | SC          | 0           | 0           | 9      | 1      |
| ago.2011-gen.2012          | Dugopolje                  | 2.HNL                      | 13         | 4          | CC              | 0               | 0               | -                    | -                    | -                    | -           | -           | -           | 13     | 4      |
| gen.-giu.2012              | Hajduk Spalato             | 1.HNL                      | 12         | 0          | HNK             | 0               | 0               | UEL                  | 0                    | 0                    | -           | -           | -           | 12     | 0      |
| 2012-2013                  | Hajduk Spalato             | 1.HNL                      | 24         | 6          | HNK             | 5               | 1               | UEL                  | 3                    | 0                    | -           | -           | -           | 32     | 7      |
| 2013-2014                  | Hajduk Spalato             | 1.HNL                      | 27         | 6          | CC              | 1               | 1               | UEL                  | 2                    | 0                    | SC          | 0           | 0           | 30     | 7      |
| Totale Hajduk Spalato      | Totale Hajduk Spalato      | Totale Hajduk Spalato      | 71         | 12         |                 | 7               | 3               |                      | 6                    | 0                    |             | 0           | 0           | 84     | 15     |
| lug.2014-gen.2015          | Dinamo Zagabria            | 1.HNL                      | 6          | 1          | CC              | 2               | 0               | UCL+UEL              | 2+1                  | 0+8                  | -           | -           | -           | 15     | 3      |
| gen.-giu.2015              | Lokomotiva Zagabria        | 1. HNL                     | 14         | 6          | HNK             | 2               | 0               | -                    | -                    | -                    | -           | -           | -           | 16     | 6      |
| 2015-2016                  | Lokomotiva Zagabria        | 1.HNL                      | 28         | 12         | CC              | 3               | 2               | UEL                  | 4                    | 1                    | -           | -           | -           | 35     | 15     |
| Totale Lokomotiva Zagabria | Totale Lokomotiva Zagabria | Totale Lokomotiva Zagabria | 42         | 18         |                 | 5               | 2               |                      | 4                    | 1                    |             | -           | -           | 18     | 1      |
| 2016-2017                  | Rijeka                     | 1.HNL                      | 28         | 16         | CC              | 4               | 2               | -                    | -                    | -                    | -           | -           | -           | 32     | 18     |
| 2017-2018                  | Gent                       | D1                         | 20         | 2          | CB              | 1               | 0               | UEL                  | 1                    | 0                    | -           | -           | -           | 22     | 2      |
| 2018-gen. 2019             | Gent                       | D1                         | 10         | 0          | CB              | 0               | 0               | UEL                  | 2                    | 0                    | -           | -           | -           | 12     | 0      |
| Totale Gent                | Totale Gent                | Totale Gent                | 30         | 2          |                 | 1               | 0               |                      | 3                    | 0                    |             | -           | -           | 34     | 2      |
| gen.-giu. 2019             | KSK Beveren                | D1                         | 16         | 3          | CB              | 0               | 0               | -                    | -                    | -                    | -           | -           | -           | 16     | 3      |
| 2019-2020                  | Rijeka                     | 1.HNL                      | 26         | 5          | CC              | 3               | 0               | -                    | -                    | -                    | -           | -           | -           | 29     | 5      |
| 2020-2021                  | Rijeka                     | 1.HNL                      | 30         | 13         | CC              | 2               | 0               | UEL                  | 7                    | 1                    | -           | -           | -           | 39     | 14     |
| Totale carriera            | Totale carriera            | Totale carriera            | 266        | 76         |                 | 24              | 7               |                      | 23                   | 2                    |             | 0           | 0           | 312    | 85     |

### Cronologia presenze e reti in nazionale
| Cronologia completa delle presenze e delle reti in nazionale ― Croazia | Cronologia completa delle presenze e delle reti in nazionale ― Croazia | Cronologia completa delle presenze e delle reti in nazionale ― Croazia | Cronologia completa delle presenze e delle reti in nazionale ― Croazia | Cronologia completa delle presenze e delle reti in nazionale ― Croazia | Cronologia completa delle presenze e delle reti in nazionale ― Croazia | Cronologia completa delle presenze e delle reti in nazionale ― Croazia | Cronologia completa delle presenze e delle reti in nazionale ― Croazia |
| Data                                                                   | Città                                                                  | In casa                                                                | Risultato                                                              | Ospiti                                                                 | Competizione                                                           | Reti                                                                   | Note                                                                   |
| ---------------------------------------------------------------------- | ---------------------------------------------------------------------- | ---------------------------------------------------------------------- | ---------------------------------------------------------------------- | ---------------------------------------------------------------------- | ---------------------------------------------------------------------- | ---------------------------------------------------------------------- | ---------------------------------------------------------------------- |
| 6-2-2013                                                               | Londra                                                                 | Croazia                                                                | 4 – 0                                                                  | Corea del Sud                                                          | Amichevole                                                             | -                                                                      | 65’                                                                    |
| 11-1-2017                                                              | Nanning                                                                | Cile                                                                   | 1 – 1 (4 - 1 dtr)                                                      | Croazia                                                                | China Cup                                                              | 1                                                                      | 90’                                                                    |
| 14-1-2017                                                              | Nanning                                                                | Cina                                                                   | 1 – 1 (4 - 3 dtr)                                                      | Croazia                                                                | China Cup                                                              | -                                                                      | 46’                                                                    |
| Totale                                                                 |                                                                        | Presenze                                                               | 3                                                                      |                                                                        | Reti                                                                   | 1                                                                      |                                                                        |

| Cronologia completa delle presenze e delle reti in nazionale ― Croazia under 21 | Cronologia completa delle presenze e delle reti in nazionale ― Croazia under 21 | Cronologia completa delle presenze e delle reti in nazionale ― Croazia under 21 | Cronologia completa delle presenze e delle reti in nazionale ― Croazia under 21 | Cronologia completa delle presenze e delle reti in nazionale ― Croazia under 21 | Cronologia completa delle presenze e delle reti in nazionale ― Croazia under 21 | Cronologia completa delle presenze e delle reti in nazionale ― Croazia under 21 | Cronologia completa delle presenze e delle reti in nazionale ― Croazia under 21 |
| Data                                                                            | Città                                                                           | In casa                                                                         | Risultato                                                                       | Ospiti                                                                          | Competizione                                                                    | Reti                                                                            | Note                                                                            |
| ------------------------------------------------------------------------------- | ------------------------------------------------------------------------------- | ------------------------------------------------------------------------------- | ------------------------------------------------------------------------------- | ------------------------------------------------------------------------------- | ------------------------------------------------------------------------------- | ------------------------------------------------------------------------------- | ------------------------------------------------------------------------------- |
| 16-11-2010                                                                      | Zaprešić                                                                        | Croazia under 21                                                                | 2 – 1                                                                           | Slovenia under 21                                                               | Amichevole                                                                      | -                                                                               |                                                                                 |
| 9-2-2011                                                                        | Capodistria                                                                     | Slovenia under 21                                                               | 1 – 1                                                                           | Croazia under 21                                                                | Amichevole                                                                      | -                                                                               | 51’                                                                             |
| 24-3-2011                                                                       | Dugopolje                                                                       | Croazia under 21                                                                | 1 – 2                                                                           | Ucraina under 21                                                                | Amichevole                                                                      | -                                                                               | 51’ 54’                                                                         |
| 15-8-2012                                                                       | Tbilisi                                                                         | Georgia under 21                                                                | 1 – 1                                                                           | Croazia under 21                                                                | Qual. Europeo Under-21 2013                                                     | -                                                                               | 28’ 62’                                                                         |
| Totale                                                                          |                                                                                 | Presenze                                                                        | 4                                                                               |                                                                                 | Reti                                                                            | 0                                                                               |                                                                                 |

| Cronologia completa delle presenze e delle reti in nazionale ― Croazia under 20 | Cronologia completa delle presenze e delle reti in nazionale ― Croazia under 20 | Cronologia completa delle presenze e delle reti in nazionale ― Croazia under 20 | Cronologia completa delle presenze e delle reti in nazionale ― Croazia under 20 | Cronologia completa delle presenze e delle reti in nazionale ― Croazia under 20 | Cronologia completa delle presenze e delle reti in nazionale ― Croazia under 20 | Cronologia completa delle presenze e delle reti in nazionale ― Croazia under 20 | Cronologia completa delle presenze e delle reti in nazionale ― Croazia under 20 |
| Data                                                                            | Città                                                                           | In casa                                                                         | Risultato                                                                       | Ospiti                                                                          | Competizione                                                                    | Reti                                                                            | Note                                                                            |
| ------------------------------------------------------------------------------- | ------------------------------------------------------------------------------- | ------------------------------------------------------------------------------- | ------------------------------------------------------------------------------- | ------------------------------------------------------------------------------- | ------------------------------------------------------------------------------- | ------------------------------------------------------------------------------- | ------------------------------------------------------------------------------- |
| 10-8-2010                                                                       | Ludbreg                                                                         | Croazia under 20                                                                | 1 – 0                                                                           | Bielorussia under 20                                                            | Amichevole                                                                      | -                                                                               | 51’                                                                             |
| 31-7-2011                                                                       | Armenia                                                                         | Croazia under 20                                                                | 0 – 2                                                                           | Arabia Saudita under 20                                                         | Mondiali Under-20 2011                                                          | -                                                                               |                                                                                 |
| 3-8-2011                                                                        | Armenia                                                                         | Croazia under 20                                                                | 2 – 5                                                                           | Nigeria under 20                                                                | Mondiali Under-20 2011                                                          | -                                                                               | 79’                                                                             |
| 6-8-2011                                                                        | Armenia                                                                         | Croazia under 20                                                                | 0 – 1                                                                           | Guatemala under 20                                                              | Mondiali Under-20 2011                                                          | -                                                                               | 78’                                                                             |
| Totale                                                                          |                                                                                 | Presenze                                                                        | 4                                                                               |                                                                                 | Reti                                                                            | 0                                                                               |                                                                                 |

| Cronologia completa delle presenze e delle reti in nazionale ― Croazia under 19 | Cronologia completa delle presenze e delle reti in nazionale ― Croazia under 19 | Cronologia completa delle presenze e delle reti in nazionale ― Croazia under 19 | Cronologia completa delle presenze e delle reti in nazionale ― Croazia under 19 | Cronologia completa delle presenze e delle reti in nazionale ― Croazia under 19 | Cronologia completa delle presenze e delle reti in nazionale ― Croazia under 19 | Cronologia completa delle presenze e delle reti in nazionale ― Croazia under 19 | Cronologia completa delle presenze e delle reti in nazionale ― Croazia under 19 |
| Data                                                                            | Città                                                                           | In casa                                                                         | Risultato                                                                       | Ospiti                                                                          | Competizione                                                                    | Reti                                                                            | Note                                                                            |
| ------------------------------------------------------------------------------- | ------------------------------------------------------------------------------- | ------------------------------------------------------------------------------- | ------------------------------------------------------------------------------- | ------------------------------------------------------------------------------- | ------------------------------------------------------------------------------- | ------------------------------------------------------------------------------- | ------------------------------------------------------------------------------- |
| 16-9-2008                                                                       | Gradačac                                                                        | Bosnia ed Erzegovina under 19                                                   | 3 – 2                                                                           | Croazia under 19                                                                | Amichevole                                                                      | -                                                                               | 71’                                                                             |
| 17-9-2008                                                                       | Županja                                                                         | Croazia under 19                                                                | 2 – 2                                                                           | Bosnia ed Erzegovina under 19                                                   | Amichevole                                                                      | -                                                                               | 51’                                                                             |
| 15-9-2009                                                                       | Bistra                                                                          | Croazia under 19                                                                | 0 – 0                                                                           | Slovenia under 19                                                               | Amichevole                                                                      | -                                                                               | 75’                                                                             |
| 23-9-2009                                                                       | Marijampolė                                                                     | Croazia under 19                                                                | 3 – 0                                                                           | Estonia under 19                                                                | Qual. Europeo Under-19 2010                                                     | 1                                                                               |                                                                                 |
| 25-9-2009                                                                       | Marijampolė                                                                     | Lituania under 19                                                               | 1 – 2                                                                           | Croazia under 19                                                                | Qual. Europeo Under-19 2010                                                     | 1                                                                               | 83’                                                                             |
| 28-9-2009                                                                       | Marijampolė                                                                     | Svizzera under 19                                                               | 0 – 1                                                                           | Croazia under 19                                                                | Qual. Europeo Under-19 2010                                                     | -                                                                               |                                                                                 |
| 28-1-2010                                                                       | Međugorje                                                                       | Bosnia ed Erzegovina under 19                                                   | 0 – 0                                                                           | Croazia under 19                                                                | Amichevole                                                                      | -                                                                               | 80’                                                                             |
| 30-1-2010                                                                       | Međugorje                                                                       | Bosnia ed Erzegovina under 19                                                   | 1 – 3                                                                           | Croazia under 19                                                                | Amichevole                                                                      | 1                                                                               |                                                                                 |
| 2-3-2010                                                                        | Savska Ves                                                                      | Croazia under 19                                                                | 1 – 0                                                                           | Ungheria under 19                                                               | Amichevole                                                                      | -                                                                               |                                                                                 |
| 30-3-2010                                                                       | Bistra                                                                          | Croazia under 19                                                                | 2 – 0                                                                           | Slovacchia under 19                                                             | Amichevole                                                                      | -                                                                               | cap.                                                                            |
| 31-3-2010                                                                       | Međugorje                                                                       | Croazia under 19                                                                | 2 – 0                                                                           | Slovacchia under 19                                                             | Amichevole                                                                      | -                                                                               | cap.                                                                            |
| 19-5-2010                                                                       | Zagabria                                                                        | Belgio under 19                                                                 | 1 – 2                                                                           | Croazia under 19                                                                | Qual. Europeo Under-19 2010                                                     | -                                                                               | 90+2’                                                                           |
| 21-5-2010                                                                       | Karlovac                                                                        | Croazia under 19                                                                | 3 – 0                                                                           | Montenegro under 19                                                             | Qual. Europeo Under-19 2010                                                     | -                                                                               | 70’                                                                             |
| 24-5-2010                                                                       | Zaprešić                                                                        | Croazia under 19                                                                | 1 – 0                                                                           | Scozia under 19                                                                 | Qual. Europeo Under-19 2010                                                     | 1                                                                               |                                                                                 |
| 18-7-2010                                                                       | Bayeux                                                                          | Croazia under 19                                                                | 1 – 2                                                                           | Spagna under 19                                                                 | Europeo Under-19 2010                                                           | 1                                                                               |                                                                                 |
| 21-7-2010                                                                       | Mondeville                                                                      | Croazia under 19                                                                | 0 – 0                                                                           | Italia under 19                                                                 | Europeo Under-19 2010                                                           | -                                                                               | 88’                                                                             |
| 24-7-2010                                                                       | Bayeux                                                                          | Portogallo under 19                                                             | 0 – 5                                                                           | Croazia under 19                                                                | Europeo Under-19 2010                                                           | 1                                                                               | 90+1’                                                                           |
| 27-7-2010                                                                       | Caen                                                                            | Francia under 19                                                                | 2 – 1                                                                           | Croazia under 19                                                                | Europeo Under-19 2010                                                           | -                                                                               | cap. 79’                                                                        |
| Totale                                                                          |                                                                                 | Presenze                                                                        | 18                                                                              |                                                                                 | Reti                                                                            | 6                                                                               |                                                                                 |

## Palmarès

### Club

#### Competizioni nazionali
- Coppa di Croazia: 1

Rijeka: 2019-2020
- Campionato croato: 1

Rijeka: 2016-2017